# St. Michael (Sopron)

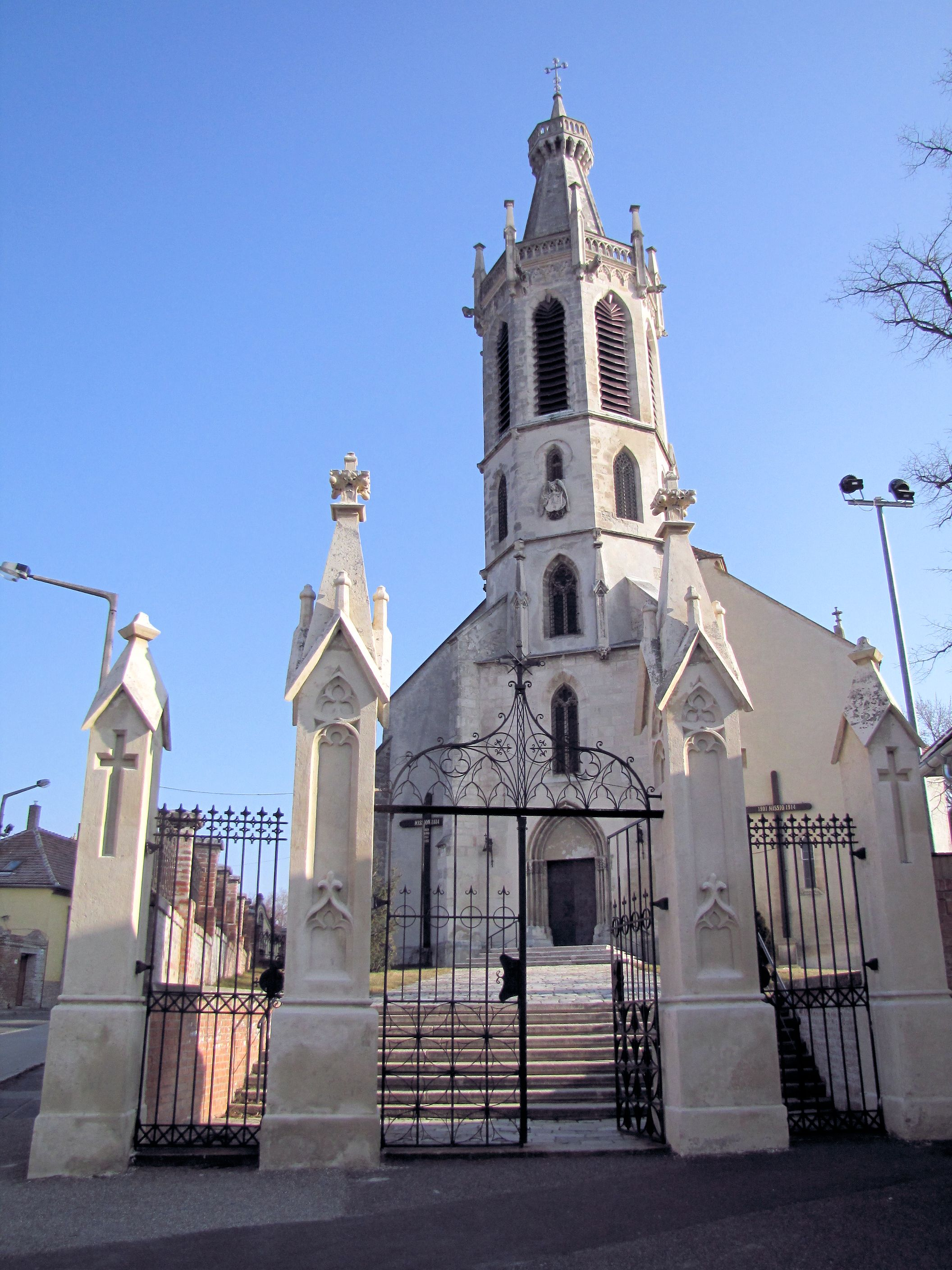
St. Michael in Sopron

St. Michael (ungarisch Szent Mihály főangyal templom) ist eine vom 13. Jahrhundert bis zum 15. Jahrhundert erbaute Kirche in Sopron, einer Stadt im Westen von Ungarn.

## Beschreibung
Der Sakralbau wurde im Stil der Romanik und Gotik erbaut. Der Kirchturm ist 48 Meter hoch und der Innenraum ist durch Säulenpaare in drei Schiffe unterteilt. Der Flügelaltar wurde von Ferenc Storno sen. im Stil der Neogotik geschaffen, das alte Hauptaltarbild stammt von Bartholomeus Altomonte. Zudem gibt es eine aus Holz geschnitzte Madonnastatue, die den Kirchenschatz darstellt.
In der Nähe der Kirche befindet sich ein Friedhof.